# Fliegerabteilung 280 (Artillerie)
Fliegerabteilung 280 (Artillerie) – FA A 280 (Oddział lotnicy artylerii nr 280) – niemiecka jednostka obserwacyjna i rozpoznawcza wspomagania artyleryjskiego Luftstreitkräfte z I wojny światowej.

## Informacje ogólne
Jednostka została utworzona w dniu 20 stycznia 1917 roku z Feldflieger-Abteilung 65 i weszła w skład większej jednostki 1 kompanii Batalionu Lotniczego nr 4. Jednostka uczestniczyła w walkach na froncie zachodnim. Jednostka została rozwiązana do kapitulacji Niemiec.
W jednostce służył m.in. Theodor Rumpel.